# Giuseppe Daglia
Giuseppe Daglia (Varzi, 22 marzo 1940 – Rivanazzano, 17 giugno 2003) è stato un ciclista su strada italiano.
Professionista nel 1964 e 1965.

## Carriera
Daglia iniziò a correre negli esordienti nel 1956, con il Pedale Godiaschese. Nel 1958 passò negli allievi, categoria in cui ottenne una dozzina di podi, con tre successi. Sempre nel 1958 partecipò ai campionati italiani di categoria e l'anno successivo passò dilettante, prima juniores poi senior. Nei cinque anni tra i dilettanti ottenne trenta successi. Nel 1963 passò alla Società G.S. Cogliati-Manzoni di Abbiategrasso.
Passò professionista nel 1964 con la Legnano. Nella squadra guidata da Eberardo Pavesi corse le sue due uniche stagioni da professionista, in cui partecipò al Giro d'Italia, terminando novantaduesimo nel 1964 e settantacinquesimo nel 1965. Nonostante fosse un gregario, riuscì ad ottenere diversi piazzamenti, terminando nono nella diciottesima del primo Giro corso, da Santa Margherita Ligure a Alessandria, e quarto nella sedicesima frazione del 1965, con arrivo a Torino.
Abbandonata la carriera da professionista, dopo alcuni anni di distacco, tornò al ciclismo come direttore sportivo della squadra locale di ciclismo di Varzi. Fu tesserato anche nel club degli ex ciclisti azzurri professionisti di Roma.
Il 17 giugno 2003, durante un allenamento, morì a causa di un malore.
Nel giugno 2004 è uscito un libro, scritto dal figlio Giovanni, in cui è descritta la sua carriera.

## Piazzamenti

### Grandi giri
- Giro d'Italia

1964: 92º
1965: 75º